# Adobe Fireworks
Adobe Fireworks est un logiciel de création d'images pour le web, commercialisé par Macromedia puis Adobe.
Adobe Fireworks permet aussi de créer des images pour l'impression, même si le logiciel ne supporte pas le CMJN, il supporte tout de même les gestions des PPP (points par pouce).
Il permet par exemple de réaliser des effets d'ombre sous un texte, de créer des boutons afin de réaliser un menu, d'optimiser des images, d'effacer les yeux rouges sur une photo, etc.
À la suite du rachat de Macromedia par Adobe, Fireworks est devenu presque obsolète, car bien moins performant et fonctionnel que Photoshop, autre produit développé par Adobe.
L'entreprise a tout de même souhaité l'ajouter à sa gamme Creative Suite, car les deux outils ont des interfaces et une approche de la retouche et de la création de formes tout à fait différentes. Le programme est bien plus spécifique, si ce n'est pas destiné, à la création pour le web. De plus, Fireworks est proposé à un prix plus abordable et permet donc aux utilisateurs inexpérimentés de débuter avec la création graphique numérique.
Le 6 mai 2013, lors de la conférence MAX et via son blog officiel Fireworks, Adobe a annoncé ne plus apporter de nouvelles fonctionnalités à Fireworks CS6 et par là abandonner son développement.

## Versions
Fireworks contient 12 versions, dont 7 par Macromedia et 5 par Adobe. Les voici:

### Macromedia
- Fireworks (1.0)
- Fireworks 2 (2.0)
- Fireworks 3 (3.0)
- Fireworks 4 (4.0)
- Fireworks MX (6.0)
- Fireworks MX 2004 (7.0)
- Fireworks 8 (8.0)

### Adobe
- Fireworks CS3 (9.0)
- Fireworks CS4 (10.0)
- Fireworks CS5 (11.0)
- Fireworks CS5.1 (11.1)
- Firework  CS6 (12.0)

La dernière version à être sortie est la version CS6, développée par Adobe, de nouveaux outils y ont été ajoutés, comme les « Effets en direct Photoshop » qui permettent d'utiliser les effets d'ombre, incrustation de couleur, du programme phare de l'éditeur, et qui sont bien plus puissants que ceux utilisés anciennement par Fireworks.